# Wortelboorders
De wortelboorders (Hepialidae) zijn een familie van primitieve vlinders in de superfamilie Hepialoidea. Er zijn ruim zeshonderd soorten in ruim zestig geslachten benoemd.
Volwassen vlinders uit deze familie hebben geen roltong, maar kaken, wat als een primitief kenmerk wordt beschouwd. Een ander kenmerk zijn de relatief korte antennes van de wortelboorders.
De meeste soorten in deze familie kennen een grote seksuele dimorfie. De mannetjes zijn kleiner gebouwd maar opvallender gekleurd dan de vrouwtjes.
De larven voeden zich op verschillende manieren: sommige met bladeren, andere voeden zich ondergronds met de wortels en weer andere met de stengel of stam van hun waardplant.
Ze lijken meer op de larven van de vliegen dan de andere motten of vlinders. Het vrouwtje legt haar eieren niet op een bepaalde plaats, maar strooit ze al vliegend rond - bij sommige soorten meer dan 10.000 stuks per vrouwtje.

## Geslachten
- Abantiades Herrich-Schäffer, 1858
- Aenetus Herrich-Schäffer, 1858
- Afrotheora Nielsen & Scoble, 1986
- Ahamus Z.W. Zou & G.R. Zhang, 2010
- Andeabatis Nielsen & Robinson, 1983
- Antihepialus Janse, 1942
- Aoraia Dumbleton, 1966
- Aplatissa Viette, 1953
- Bipectilus Chu & Wang, 1985
- Blanchardinella Nielsen, Robinson & Wagner, 2000
- Bordaia Tindale, 1932
- Calada Nielsen & Robinson, 1983
- Callipielus Butler, 1882
- Cibyra Walker, 1856
  - Aepytus ondergeslacht van Cibyra
  - Alloaepytus ondergeslacht van Cibyra
- Cladoxycanus Dumbleton, 1966
- Dalaca Walker, 1856
- Dioxycanus Dumbleton, 1966
- Druceiella Viette, 1949
- Dumbletonius Dugdale, 1986
- Elhamma Walker, 1856
- Endoclita Felder, 1874
- Eudalaca Viette, 1950
- Fraus Walker, 1856
- Gazoryctra Hübner, 1820
- Gorgopis Hübner, 1820
- Heloxycanus Dugdale, 1994
- Hepialiscus Hampson, 1893
- Hepialus Fabricius, 1775
- Jeana Tindale, 1935
- Korscheltellus Börner, 1920
- Leto Hübner, 1820
- Metahepialus Janse, 1942
- Napialus Chu and Wang, 1985
- Neohepialiscus Viette, 1948
- Oncopera Walker, 1856
- Oxycanus Walker, 1856
- Palpifer Hampson, 1893
- Parahepialus Z.W. Zou & D.R. Zhang, 2010
- Parahepialiscus Viette, 1950
- Parapielus Viette, 1949
- Parathitarodes Ueda, 1999
- Pfitzneriana Viette, 1952
- Pfitzneriella Viette, 1951
- Pharmacis Hübner, 1820
- Phassodes Bethune-Baker, 1905
- Phassus Walker, 1856
- Phialuse Viette, 1961
- Phymatopus Wallengren, 1869
- Puermytrans Viette, 1951
- Roseala Viette, 1950
- Schausiana Viette, 1950
- Sthenopis auctt. nec Packard, 1865
- Thitarodes Viette, 1968
- Trichophassus Le Cerf, 1919
- Trictena Meyrick, 1890
- Triodia Hübner, 1820
- Wiseana Viette, 1961
- Xhoaphryx Viette, 1953
- Zelotypia Scott, 1869
- Zenophassus Tindale, 1941
- † Oiophassus J.F. Zhang, 1989
- † Prohepialus Piton, 1940
- † Protohepialus Pierce, 1945

In Nederland en België komen vijf soorten voor. Dat zijn:
- Hepialus humuli - Hopwortelboorder
- Phymatopus hecta - Heidewortelboorder
- Pharmacis fusconebulosa - Gemarmerde wortelboorder
- Pharmacis lupulina - Slawortelboorder
- Triodia sylvina - Oranje wortelboorder

## Afbeeldingen

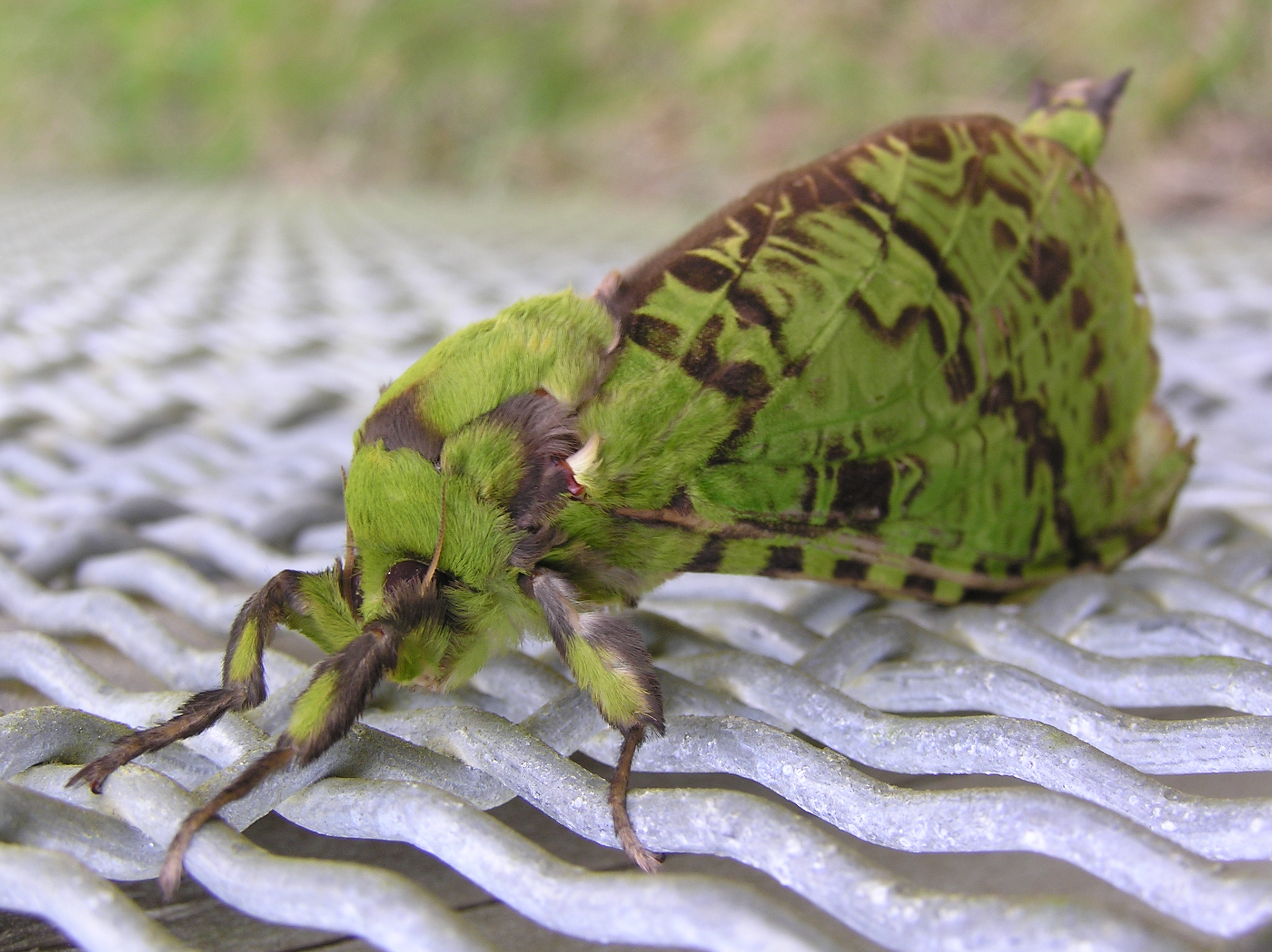
Aenetus virescens
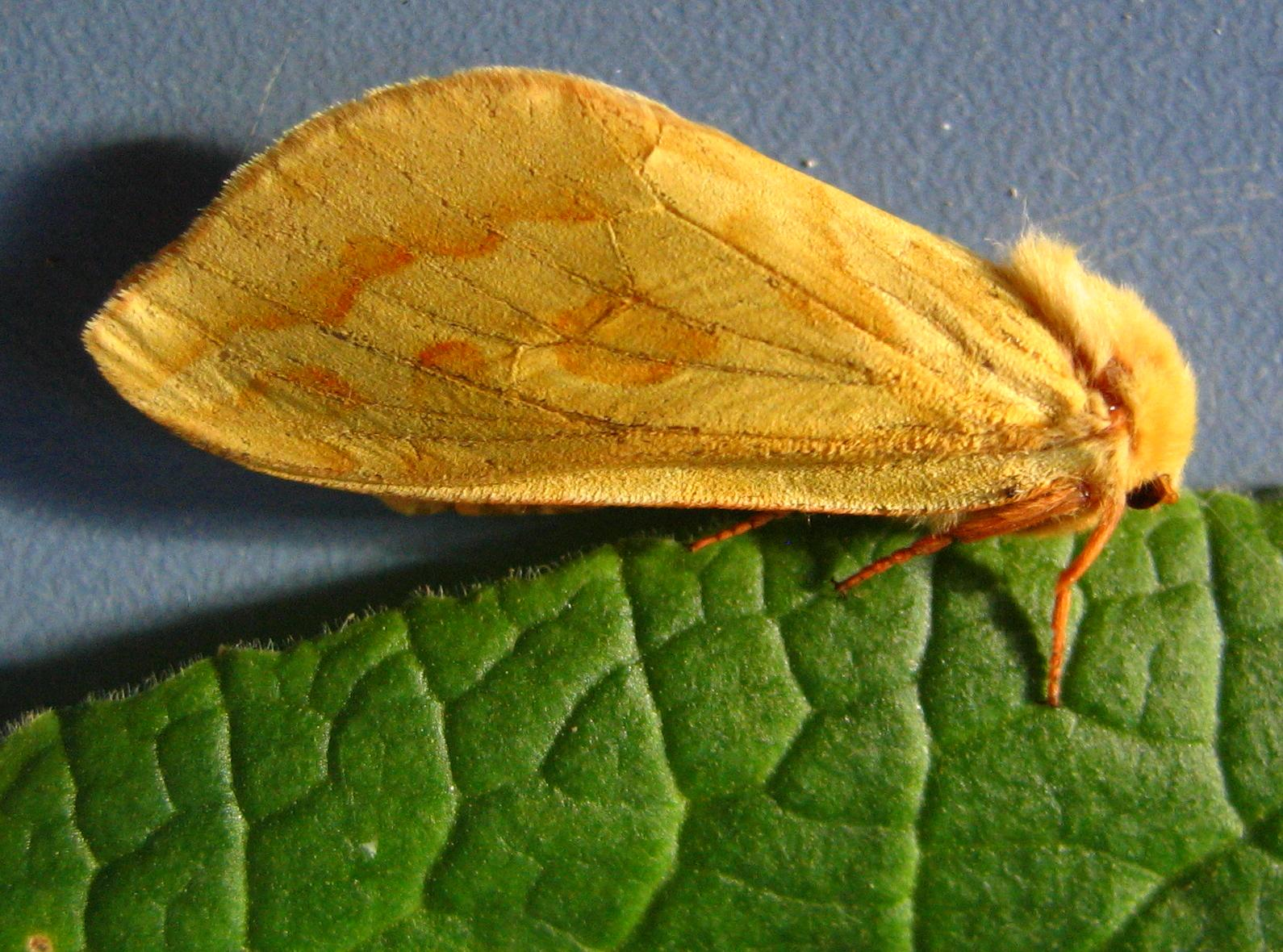
Hepialus humuli Hopwortelboorder
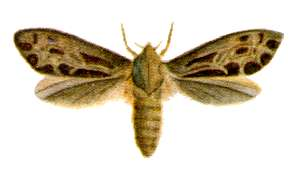
Oncopera intricata
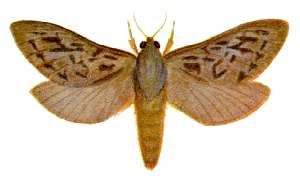
Oxycanus antipoda
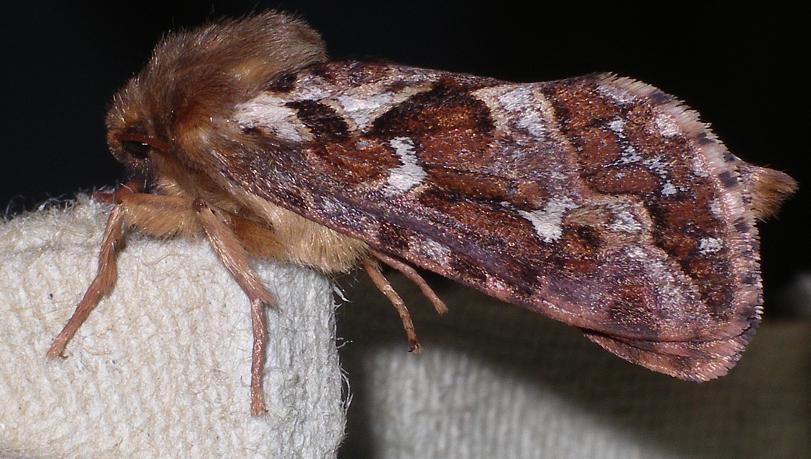
Pharmacis fusconebulosa Gemarmerde wortelboorder
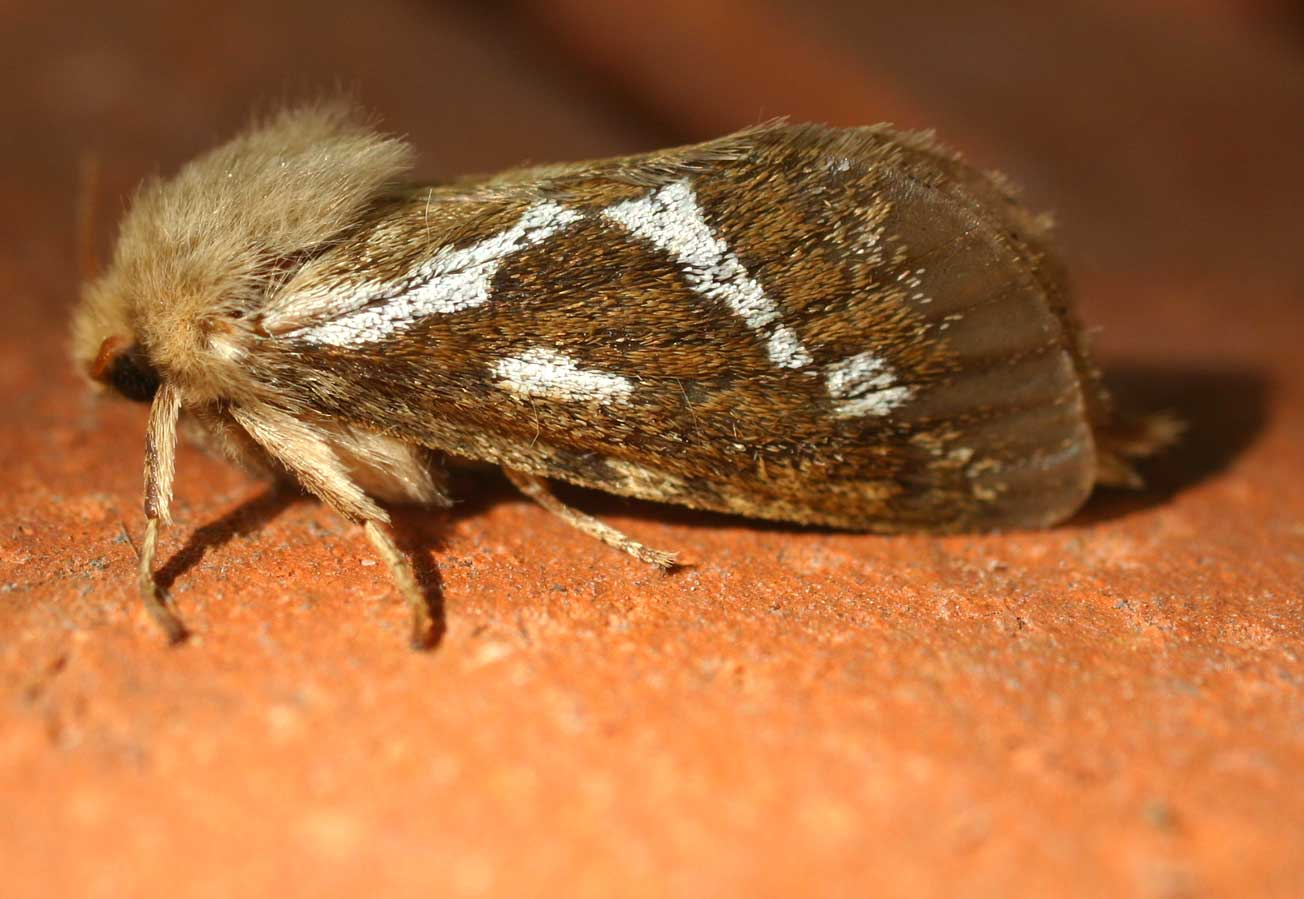
Pharmacis lupulina Slawortelboorder
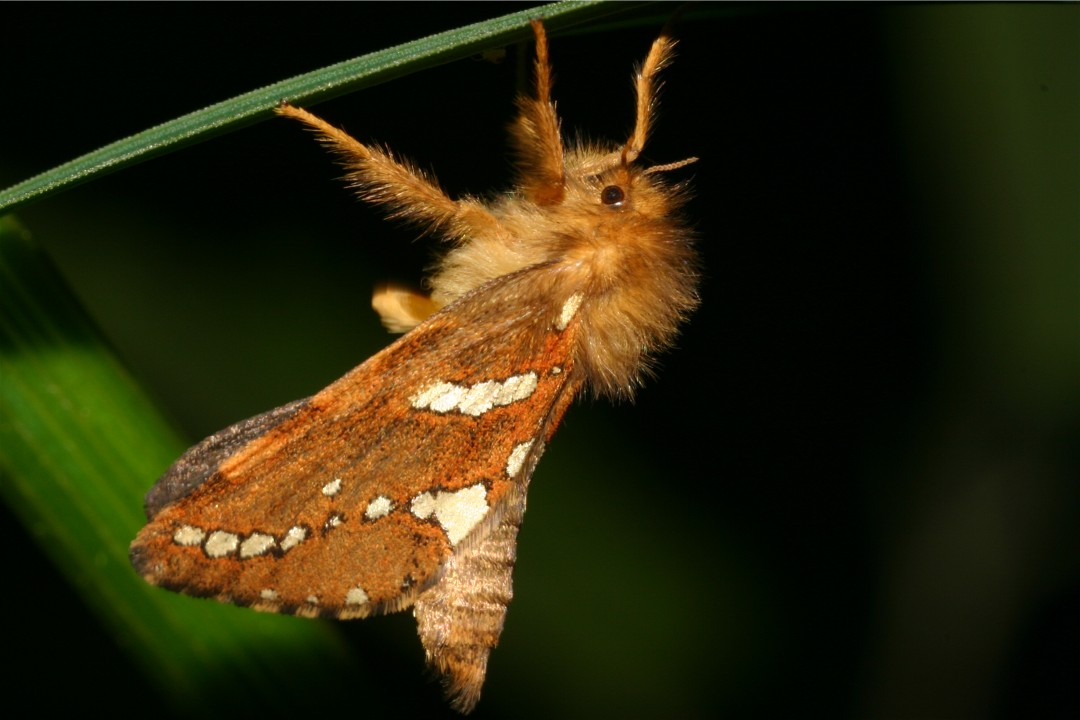
Phymatopus hecta Heidewortelboorder
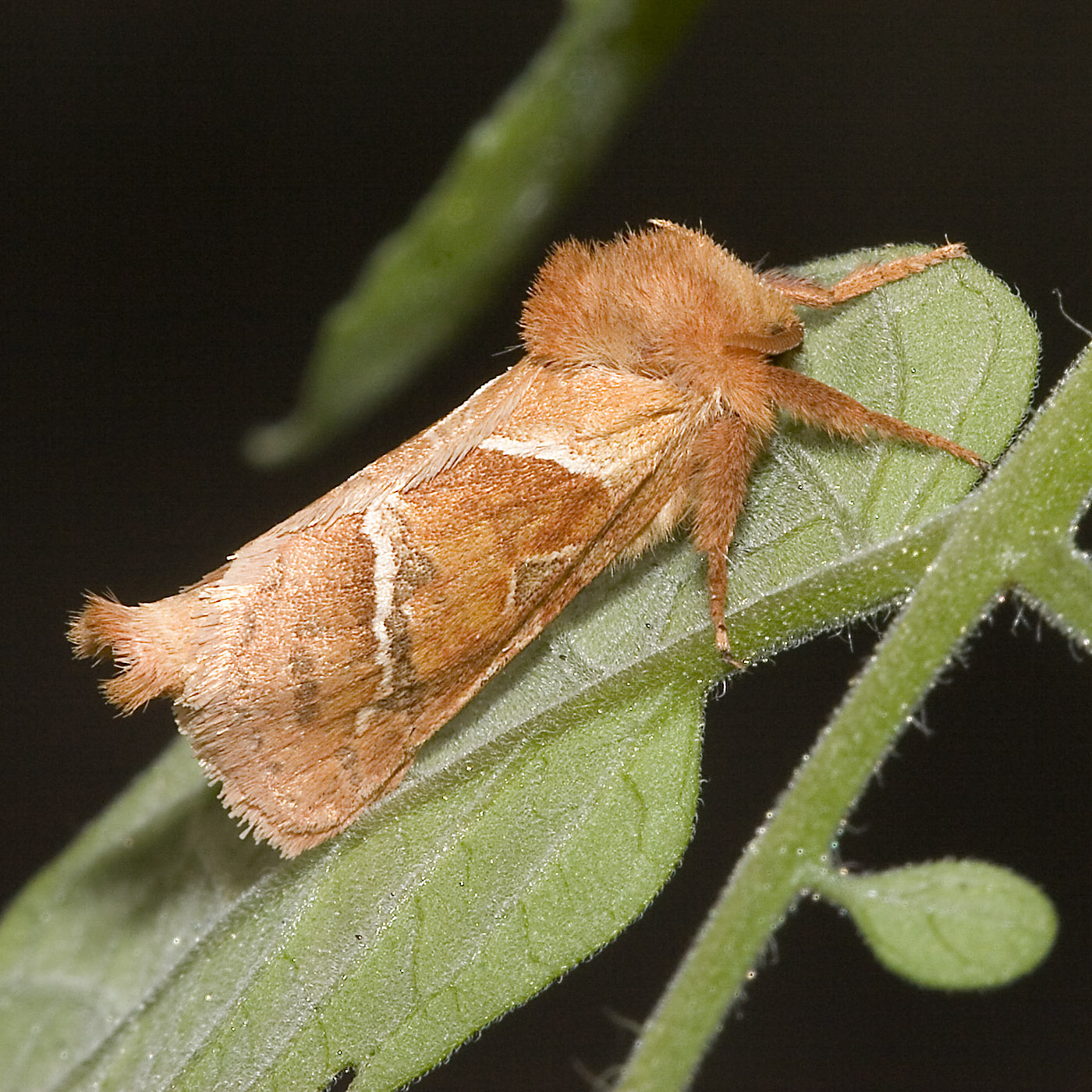
Triodia sylvina Oranje wortelboorder
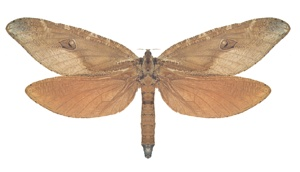
Zelotypia stacyi